# Foscoe
Foscoe – jednostka osadnicza w Stanach Zjednoczonych, w stanie Karolina Północna, w hrabstwie Watauga.